# 易志斌
易志斌（1930年—），男，湖北武穴人，中国航空工程技术专家，曾任西安飞机工业公司总工程师、常务副总经理、科学技术委员会主任，中国工业与应用数学学会理事。